# Točnické jezírko
Točnické jezírko příp. Václavovo jezírko, Černé jezero, Černé jezírko, jezírko na hradě Točník je jezírko, které se nachází přímo pod severovýchodní zdí hradu Točník ve stejnojmenné obci v okrese Beroun ve Středočeském kraji v Česku. Má rozlohu 0,014 ha a je trojúhelníkového tvaru s hranou 15 m. Změřená hloubka v severní části činí 10 m, přičemž v jižní části může být i vyšší, nebyla však změřena. Jezírko leží v nadmořské výšce 440 m.

## Okolí
Okolí jezírka je porostlé travou, jen na severovýchodě rostou stromy. Na jihozápadě se nachází hradu Točník a na severozápadě se nachází most do hradu. Přes severní cíp vede lávka.

## Vodní režim
Jezírko nemá povrchový přítok ani odtok. Kolem roku 1880 místní obyvatelé pomocí hasičské stříkačky jezírko vypustili, načež se opět za dva dny naplnilo díky podzemnímu přítoku. Přestože jezírko nemá povrchový odtok úroveň hladiny je stabilní. Stejným pramenem jako jezírko je napájena i hradní studna. Voda v jezírku je zelená díky žabinci. Náleží k povodí Stroupínského potoka, který je přítokem Červeného potoka.

## Pověsti
O jezírku koluje několik pověstí, ve kterých vystupují král Václav IV., Rudolf II., duše zavražděných, černé chlupaté ryby, kachna, cikánka.

## Přístup
K hradu a tedy i k jezírku vedou:
- společná  žlutá a  červená turistická značka z Točníku
- žlutá turistická značka z Hředle
- červená turistická značka z Hředle
- silnice od parkoviště nacyklostezce Po stopách českých králů